# سیارک ۱۶۱۵۷
سیارک ۱۶۱۵۷ (به انگلیسی: 16157 Toastmasters، نامگذاری:2000AS50) شانزده هزار و صد و پنجاه و هفتمین سیارک کشف شده‌است که در ۵ ژانویه ۲۰۰۰ کشف شد.
قدر مطلق سیارک برابر ۴۰.۷ است.